# Pietra Parcellara e Pietra Perduca
Pietra Parcellara e Pietra Perduca este o arie protejată (arie specială de conservare — SAC, sit de importanță comunitară — SCI) din Italia întinsă pe o suprafață de 342 ha, integral pe uscat.

## Localizare
Centrul sitului Pietra Parcellara e Pietra Perduca este situat la coordonatele 44°50′34″N 9°28′49″E / 44.842778°N 9.480278°E.

## Înființare
Situl Pietra Parcellara e Pietra Perduca a fost declarat sit de importanță comunitară în iunie 1995 pentru a proteja 27 de specii de animale. Situl a fost protejat și ca arie specială de conservare în martie 2019.

## Biodiversitate
Situată în ecoregiunea continentală, aria protejată conține 5 habitate naturale: Formațiuni de Juniperus communis pe lande sau pajiști calcaroase, Pajiști uscate seminaturale și facies de acoperire cu tufișuri pe substraturi calcaroase (Festuco-Brometalia) (* situri importante pentru orhidee), Grohotișuri termofile și vest-mediteraneene, Pajiști calaminariene cu Violetalia calaminariae, Pante stâncoase silicioase cu vegetație casmofită.
La baza desemnării sitului se află mai multe specii protejate:
- păsări (22): uliu porumbar (Accipiter gentilis), fâsă-de-câmp (Anthus campestris), acvilă de munte (Aquila chrysaetos), ciuf-de-pădure (Asio otus), caprimulg (Caprimulgus europaeus), șerpar (Circaetus gallicus), erete de stuf (Circus aeruginosus), erete cenușiu (Circus pygargus), prepeliță (Coturnix coturnix), ciocănitoare pestriță mare (Dendrocopos major), presură de grădină (Emberiza hortulana), șoim călător (Falco peregrinus), șoimul rândunelelor (Falco subbuteo), sfrâncioc roșiatic (Lanius collurio), pițigoi moțat (Lophophanes cristatus), ciocârlie de pădure (Lullula arborea), gaia neagră (Milvus migrans), mierlă de piatră (Monticola saxatilis), ciuf-pitic (Otus scops), viespar (Pernis apivorus), ciocănitoarea verde (Picus viridis), Prunella collaris
- amfibieni (1): Triturus carnifex
- nevertebrate (4): Austropotamobius pallipes, croitorul mare al stejarului (Cerambyx cerdo), Euplagia quadripunctaria, rădașcă (Lucanus cervus)

Pe lângă speciile protejate, pe teritoriul sitului au mai fost identificate 9 specii de plante, 3 specii de amfibieni, 7 specii de mamifere, 2 specii de nevertebrate, 1 specie de reptile.